# Барбоса, Омар
Ома́р Энри́ке Барбо́са Гутьеррес (исп. Omar Enrique Barboza Gutiérrez; родился 27 июля 1944 года, Маракайбо, штат Сулия, Венесуэла) — венесуэльский государственный и политический деятель, юрист, спикер Национальной ассамблеи (парламента) Венесуэлы в 2018—2019 годах. Один из лидеров партии «Новое время».
Ранее занимал должность губернатора штата Сулия (1985—1989; назначен президентом Хайме Лусинчи) и состоял в партии Демократическое действие. После введения прямых выборов губернаторов баллотировался от Демократического действия на должность губернатора Сулии в 1995 году, но проиграл с разрывом в 0,2 % Франсиско Ариасу Карденасу. Впоследствии перешёл из Демократического действия в партию «Новое время»
5 января 2018 года стал спикером венесуэльского парламента. Эту должность Барбоса занимал до 5 января 2019 года, когда его сменил Хуан Гуайдо.